# Charles Carson
Charles Carson (Londres, 16 de agosto de 1885 – 5 de agosto de 1977 (91 anos)) foi um ator britânico da era do cinema mudo.

## Filmografia selecionada
- The Loves of Ariane (1931)
- Dreyfus (1931)
- Men of Tomorrow (1932)
- Leap Year (1932)
- There Goes the Bride (1932)
- The Shadow (1933)
- Invitation to the Waltz (1936)
- Secret Agent (1936)
- The Beloved Vagabond (1936)
- We're Going to Be Rich (1938)
- Sixty Glorious Years (1938)
- The Return of the Frog (1938)
- Spare a Copper (1940)
- Quiet Wedding (1941)
- The Common Touch (1941)
- Penn of Pennsylvania 1941)
- The Dam Busters (1955)
- An Alligator Named Daisy (1955)
- Reach for the Sky (1956)
- The Silken Affair (1956)
- Let's Be Happy (1957)
- Bobbikins (1959)
- A Touch of Larceny (1959)
- The Trials of Oscar Wilde (1960)
- Sands of the Desert (1960)
- A Story of David (1961)
- The Three Lives of Thomasina (1964)
- Curse of the Fly (1965)
- Lady Caroline Lamb (1973)